# Cosa lascio di me
Cosa lascio di me è un singolo dell'artista italiano Roby Facchinetti, pubblicato il 19 febbraio 2021, come quarto singolo del triplo album Inseguendo la mia musica.

## Descrizione
Il brano è firmato da Roby Facchinetti e Maria Francesca Polli, già autrice di Mina, che racconta di come alla fine di ogni giorno una piccola impronta che parla di noi rimanga nel cuore di chi ci vive accanto o di chi abbiamo incontrato anche solo un attimo nella nostra vita. Come dice la stessa autrice “Ognuno di noi può essere speciale per qualcun altro. Basta lasciare qualcosa di noi, fosse solo un'emozione. Fosse solo una canzone”.

## Video musicale
Anche per questo brano Facchinetti si è affidato alle mani esperte di Gaetano Morbioli che ha montato 100 scatti di Roby che raccontano la sua vita, privata e professionale, con indimenticabili momenti vissuti con i Pooh. Ricordi indelebili che si alternano a immagini di oggi girate sulle rive del Lago di Garda e sulla cima del Monte Baldo. Una riflessione, come uomo e come artista, su cosa ha lasciato di sé nel cuore di chi gli sta vicino e di chi lo ascolta.
Tutti gli incontri lasciano un segno e le fotografie della sua vita rappresentano ciò che Roby è stato e nello stesso tempo le esperienze che lui ha trasmesso alla sua famiglia e a tutti i fan che lo hanno seguito e continuano a seguirlo nella sua carriera.
«Grazie al mio lavoro ho avuto la fortuna di incontrare tantissime persone, alcune solo per pochi minuti, altre, con il tempo, sono diventate veri amici. Mi auguro di aver lasciato qualcosa in ciascuno di loro, anche nel breve tempo di un saluto». (Roby)